# Isatou Touray (Politikerin)

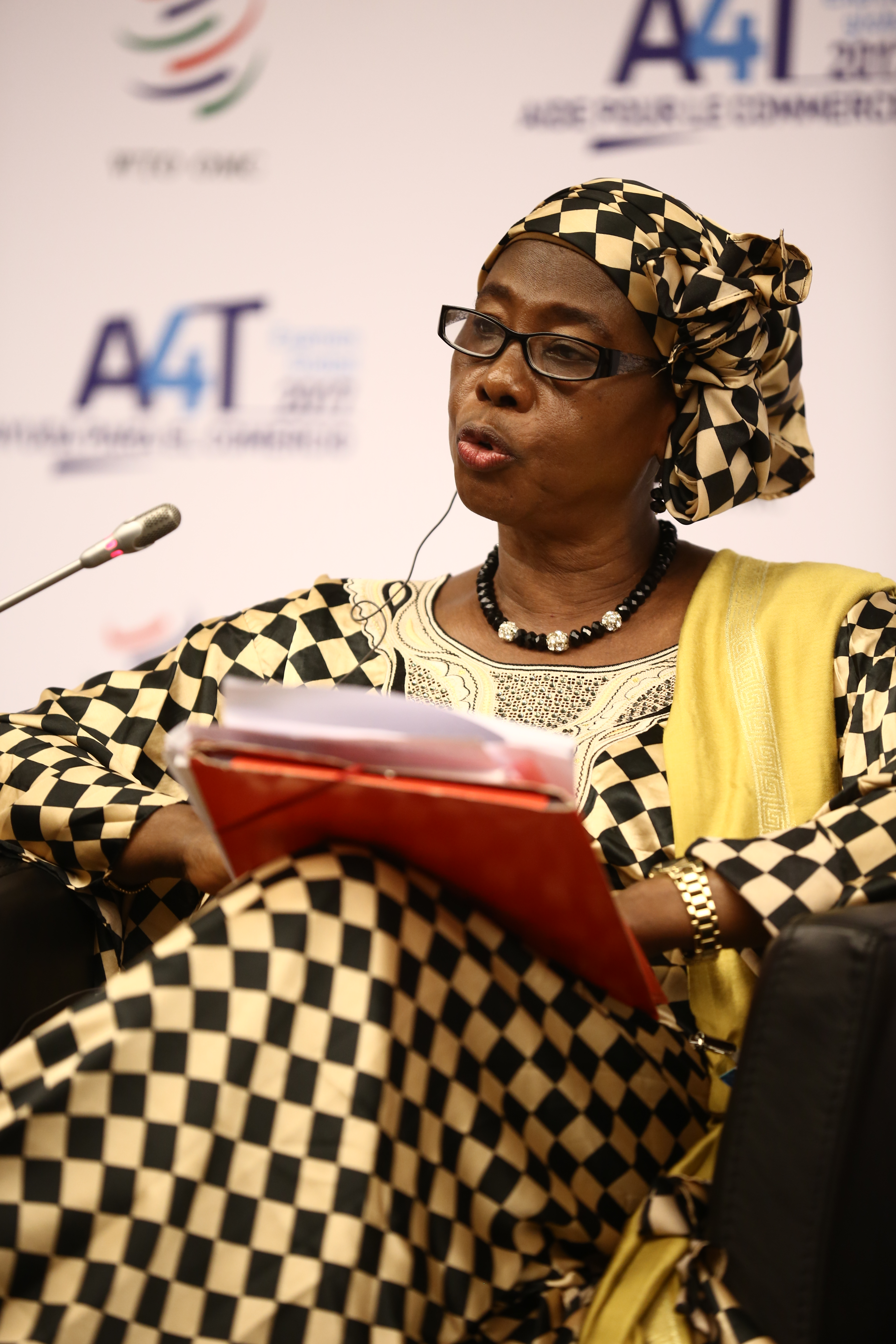
Touray auf einer Konferenz in Genf (2017)

Isatou Touray (* 17. März 1955 in Bathurst, Britisch-Gambia) ist eine gambische Politikerin und Frauenrechtsaktivistin. Touray setzt sich besonders für die Abschaffung der Praktiken der weiblichen Genitalverstümmelung ein.
Im September 2016 kündigte sie als erste Frau Gambias an, für das Amt der Staatspräsidentin zu kandidieren, zog sich jedoch zu Gunsten des gemeinsamen Oppositionskandidaten Adama Barrow im November 2016 zurück. Von Juni 2018 bis Mai 2022 war sie gambische Vizepräsidentin.

## Leben

### Jugend und Ausbildung
Isatou Touray wurde am 17. März 1955 in der Hauptstadt Bathurst (heute Banjul) der damals britischen Kolonie Gambia geboren. Sie besuchte verschiedene Grundschulen in der Stadt, zunächst die Albion School und Wesley Primary School, und später die Crab Island Secondary Technical School. Nach ihrer Schulausbildung arbeitete sie zunächst als Lehrerin und studierte gleichzeitig am Gambia College Familienwirtschaft und Englisch.
Nach ihrer universitären Ausbildung arbeitete Touray als Lehrerin sowie als Entwicklungshelferin in Gambia. Später studierte Touray Pädagogik und Englisch an der Usmanu Danfodiyo University in Sokoto (Nigeria) und erwarb einen Master in Entwicklungsstudien mit Schwerpunkt auf Gender am Institute of Social Studies der Erasmus-Universität Rotterdam in Den Haag und mit einem Commonwealth-Stipendium von 1999 bis 2003 an der University of Sussex.

### Berufliche Tätigkeit

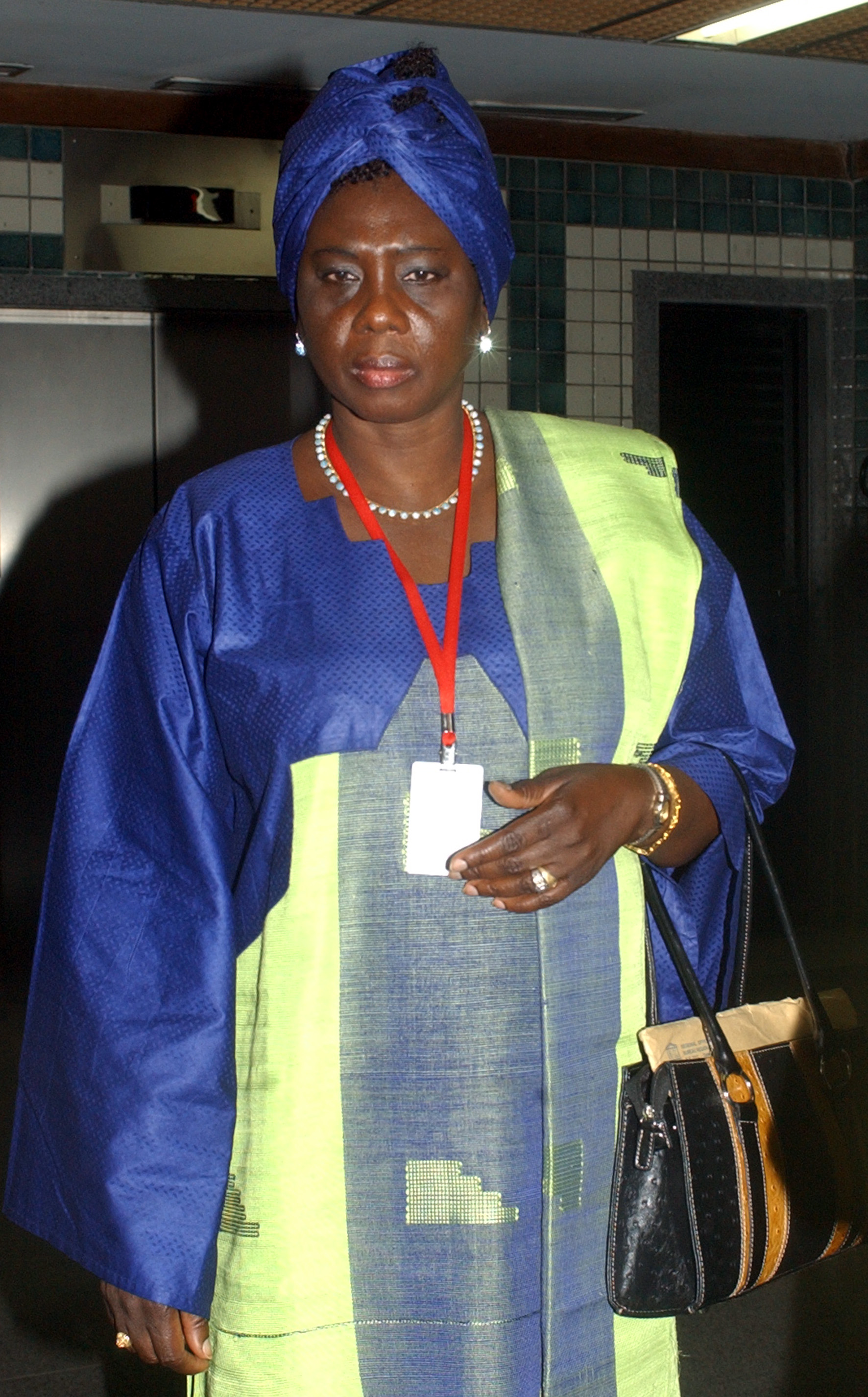
Touray auf einer Konferenz in Brasilien (2006)

Touray arbeitet seit Jahren aktiv für Frauenrechte in dem kleinen westafrikanischen Land. Sie engagierte sich gegen Gewalt an Frauen und insbesondere für stärkere Frauenrechte. Sie ist zudem Mitgründerin und Geschäftsführerin der Organisation GAMCOTRAP, die sich gegen weiblichen Genitalverstümmelung in dem Land einsetzt. Gemeinsam mit Amie Bojang-Sissoho, die ebenfalls für Gamcotrap tätig ist, wurde sie wegen des Vorwurfs der Veruntreuung von 30.000 Euro am 11. Oktober 2010 festgenommen und im Mile 2-Gefängnis inhaftiert. Die Regierung war bereits zuvor massiv gegen Gamcotrap vorgegangen. Im Prozess, der bis November 2012 andauerte, wurden sie von Amie Bensouda verteidigt.
Touray war zudem Organisatorin der Kampagne One Billion Rising in Westafrika (Gambia, Senegal, Guinea-Bissau, Mali und Sierra Leone).

### Politische Tätigkeit
Im September 2016 kündigte sie als erste Frau Gambias an, für das Amt der Staatspräsidentin zu kandidieren. Nachdem sich sieben Oppositionsparteien auf den Kandidaten Adama Barrow einigten, zog Touray ihre Kandidatur zu dessen Gunsten im November 2016 zurück. Am 2. Februar 2017 wurde sie als gambische Handelsministerin in der Regierung Barrow vereidigt.
Bei einer größeren Kabinettsumbildung am 29. Juni 2018 wurde sie Ministerin für Gesundheit und Soziales (englisch Minister of Health and Social Welfare).
Bis zum 28. Februar 2019 gab es das Ministerium für Angelegenheiten der Frauen (Ministry of Women's Affairs) (unter Ousainou Darboe) und das Ministerium für Gesundheit und Soziales (Ministry of Health and Social Welfare). Diese wurden zum 1. März umstrukturiert, seitdem führt Fatou Sanyang Kinteh das Ministerium für Angelegenheiten der Frauen, Kinder und Soziales (Ministry for Women Affairs, Children, and Social Welfare). Somit wurde Touray die Verantwortung für das Ressort Soziales entzogen.
Am 15. März 2019 wurde Ousainou Darboe das Amt des Vizepräsidenten bei einer kleinen Kabinettsumbildung entzogen. Touray wurde zur Vizepräsidentin ernannt und gab das Ministerinnenamt ab.
Mit Bildung des neuen Kabinetts am 4. Mai 2022 berief Barrow Badara Joof als Vizepräsidenten und löste damit Touray  ab.

## Familie
Touray ist verheiratet und hat mit ihrem Mann Alagie Malang Touray vier Kinder.